# Ernst Julius Leichtlen

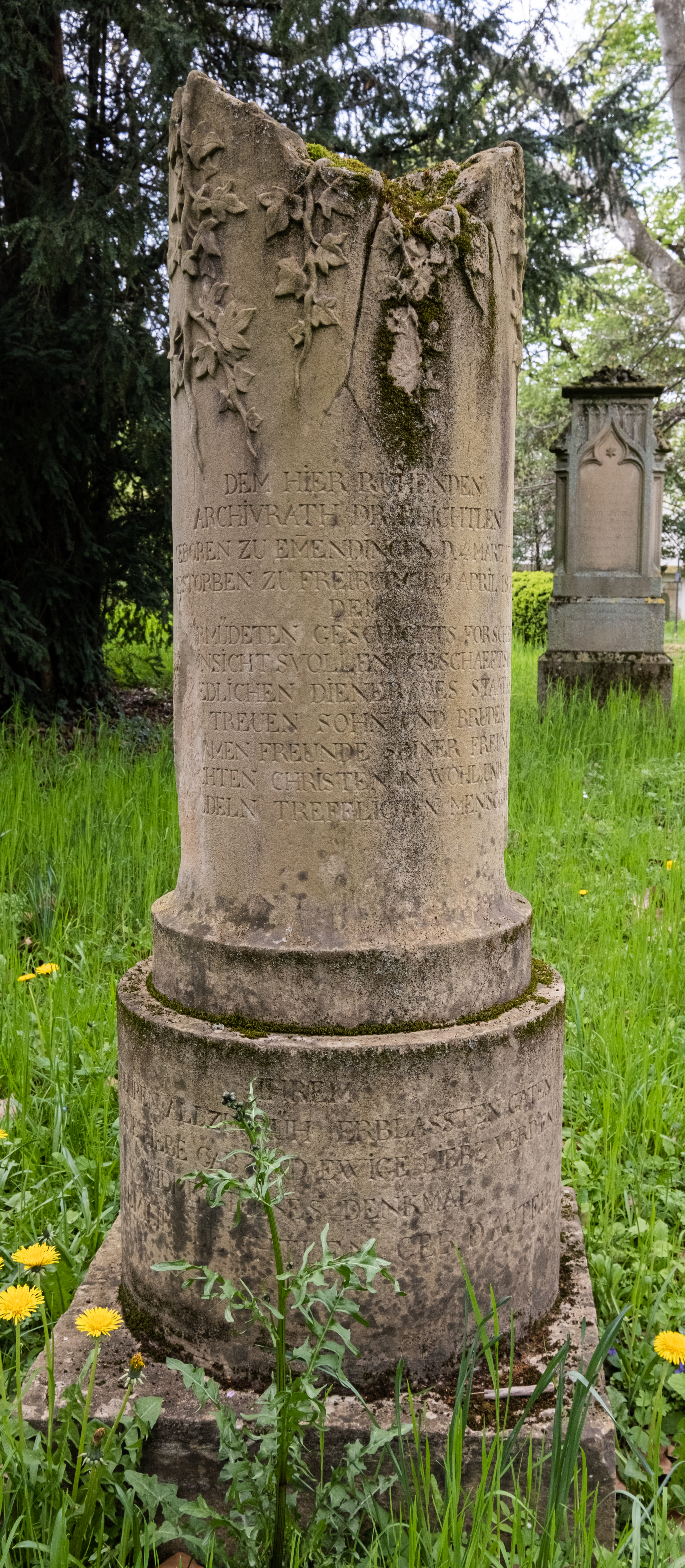
Grabstein auf dem Alten Friedhof in Freiburg

Ernst Julius Leichtlen (* 4. März 1791 in Emmendingen; † 2. April 1830 in Freiburg im Breisgau) war ein badischer Historiker und Archivar.

## Leben
Leichtlen war der Sohn des Oberamtssekretärs von Emmendingen, Christoph Magnus Leichtlin, der später Generalregistrator beim badischen Finanzministerium in Karlsruhe wurde. Julius Leichtlen besuchte das Gymnasium in Karlsruhe, um dann eine Stelle in der Verwaltung der Domäne Gottesaue anzutreten, wobei er nebenberuflich eine Chronik der Benediktinerabtei Gottesaue schrieb, die 1810 publiziert wurde. Sein geschichtliches Interesse bewog ihn, den Beruf zu wechseln und sich der Archiv- und Geschichtswissenschaft zu widmen, die er drei Jahre lang an den Universitäten Heidelberg und Göttingen studierte. Auch während der Studienzeit publizierte Leichtlen zu historischen Themen. 1815 erhielt er eine Stelle beim Generallandesarchiv in Karlsruhe, und 1817 wechselte er als Archivregistrator zum Provinzialarchiv in Freiburg. Hier wurde er 1819 Archivrat und übernahm die Leitung des Provinzialarchivs. Er nahm diese Stellung bis zu seinem Tode wahr.
Leichtlen war 1826 Gründungsmitglied der Gesellschaft für Beförderung der Geschichtskunde zu Freiburg.
1830 verstarb Leichtlen wenige Monate nach seiner Hochzeit. Posthum gab Karl Zell die Publikation von Leichtlen über die Zähringer heraus, wobei der Druck durch Großherzog Leopold von Baden finanziert wurde.

## Erfinder eines Stenografie-Systems
Julius Leichtlen gab 1819 ein Lehrbuch der Stenografie heraus. Im Gegensatz zu vielen anderen Systementwicklern seiner Zeitepoche war es weder eine Übertragung von englischen oder französischen Systemen auf die deutsche Sprache noch eine Bearbeitung von Vorgängersystemen wie zum Beispiel von Friedrich Mosengeil oder Karl Gottlieb Horstig, sondern eine eigenständige Entwicklung Leichtlens. Nach dem Studium der damaligen deutschen, englischen und französischen Systeme stellte er Verbesserungsversuche ein und kam zu dem Entschluss, ein eigenes System zu erfinden. In der 2. Auflage von Leichtlens Lehrbuch (1826) stellt er als Erster im gesamten deutschen Sprachraum die Geschichte der Stenografie dar.

## Werke
- Vollständige Anleitung zur Geschwindschreibkunst, oder zu der allen Geschäftsmännern, Gelehrten, Studierenden, Kaufleuten und Reisenden überaus nützlichen Fertigkeit, so schnell zu schreiben als man spricht, Freiburg im Breisgau 1819

Von 1818 bis 1825 erschienen einige seiner historischen Werke in der Reihe Forschungen im Gebiete der Geschichte, Alterthums-, Sprach- und Schriftenkunde Deutschlands. Neben historischen Werken schrieb er auch drei Ratgeber in seiner Reihe Gemeinnütziges Kunst-Buch sowie ein Lehrbuch zur Stenografie.
Ein unvollständiges Verzeichnis seiner Werke ist auf Wikisource zu finden. Zudem publizierte er eine Reihe von Aufsätzen in der Beilage zur Freiburger Zeitung.

## Ehrungen
Leichtlen wurde von der Stadt Breisach am Rhein für seine Verdienste um den Aufbau des Stadtarchivs zum Ehrenbürger ernannt, und die philosophische Fakultät der Universität Freiburg verlieh ihm den Doktorgrad.